# Well Done (Mixtape)
Well Done ist das zehnte offizielle Mixtape des US-amerikanischen Rappers Tyga. Es erschien am 8. November 2010 und ist ausschließlich zum Download erhältlich. Die Veröffentlichung wird von DJ Drama präsentiert. Das Mixtape erschien bei Young Money Entertainment.

## Hintergrund
Das Mixtape wurde am 8. November 2010 veröffentlicht und ist das insgesamt zehnte von Tyga. Im Jahr 2010 erschienen insgesamt zwei Mixtapes des Rappers, zuvor war im Mai Fan of a Fan, eine Zusammenarbeit mit Chris Brown, veröffentlicht worden. Ab dem 12. April 2011 war der Nachfolger des Mixtapes Black Thoughts erhältlich, welches den Namen Black Thoughts 2 trug. Es war Tygas elfte Mixtape-Veröffentlichung. Später erschien das Mixtape auch als eine „No DJ Version“, die die gleichen Lieder beinhaltete, ohne dass diesmal DJ Drama mitwirkte. Zudem veröffentlichte man auch eine Fortsetzung (Well Done 2).

## Titelliste
Quelle
| #   | Titel                            | Länge |
| --- | -------------------------------- | ----- |
| 1.  | Well Done                        | 3:40  |
| 2.  | Maybe                            | 2:17  |
| 3.  | Hard in the Paint                | 2:42  |
| 4.  | Mirror (feat. Gudda)             | 3:05  |
| 5.  | Get Big                          | 2:12  |
| 6.  | Teach Me How to Freestyle        | 2:15  |
| 7.  | Toot It N Boot It                | 2:32  |
| 8.  | Black and Yellow                 | 2:26  |
| 9.  | B.M.F.                           | 2:21  |
| 10. | Pretty Boy Swag                  | 2:22  |
| 11. | Make It Rain (Remix)             | 4:07  |
| 12. | Wonder Woman (feat. Chris Brown) | 3:51  |
| 13. | Like Me                          | 5:27  |
| 14. | Who Dat                          | 2:18  |
| 15. | Cant Be Friends                  | 2:33  |

## Rezeption
Das Mixtape erhielt durchschnittliche Kritiken. So schrieb ein Rezensent beispielsweise, dass er „zwar nicht sagen kann, dass er enttäuscht ist, allerdings sei er auch nicht zufrieden“. Er bewertete die Veröffentlichung letztlich mit sechs von zehn Punkten und schrieb, dass Tyga das „Talent besitzt, in der einen Sekunde genial zu rappen und in der nächsten totalen Mist zu machen“. Zudem stellte er fest, dass kein richtig schlechtes Lied auf dem Mixtape vorhanden sei, man allerdings auch keinen Titel finde, der wirklich herausragend sei.  In einer anderen Rezension hieß es, dass die Veröffentlichung „ausgezeichnet“ sei. Allerdings bat der Autor darum, das Mixtape auch als eine Version ohne DJ Drama zu veröffentlichen, da dieser „es liebe, bei jedem einzelnen Lied des Mixtapes zu schreien“. Als die besten Lieder wertete der Rezensent die Songs „Wonder Woman“, „Black and Yellow“ und „Pretty Boy Swag“.